# Franco Ferrarotti

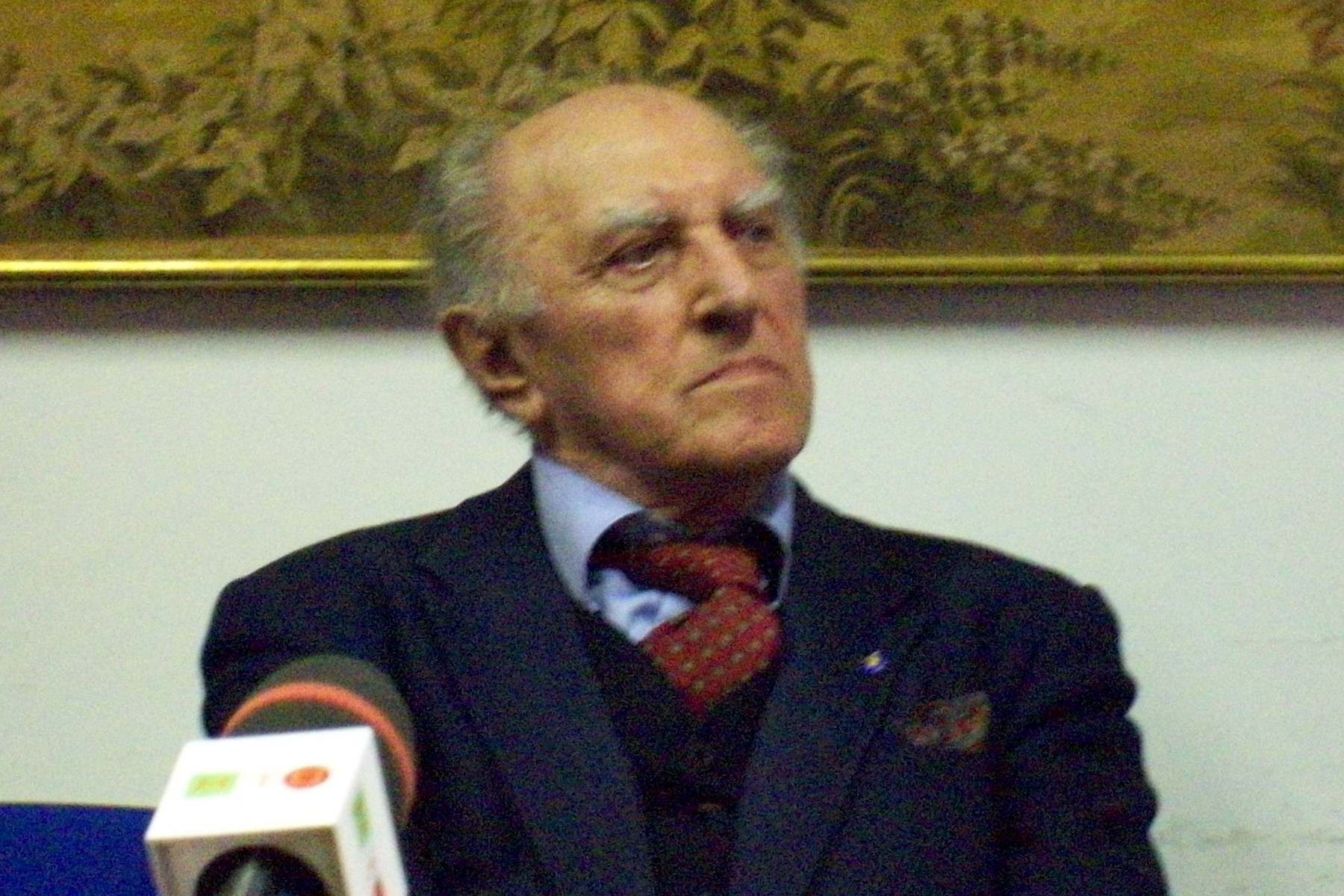
Franco Ferrarotti

Franco Ferrarotti, (Palazzolo Vercellese, 7 de abril de 1926 – Roma, 13 de novembro de 2024) foi um sociólogo italiano e membro da Câmara dos Deputados, eleito com o Movimento Comunitário de Adriano Olivetti.

## Biografia
Nascido em Palazzolo Vercellese, Piemonte (Itália) em 7 de abril de 1926, Ferrarotti estudou nas Universidades de Turim, Londres e Chicago. Em 1951, juntamente com Nicola Abbagnano, fundou os Quaderni di Sociologia, que editou até 1967, quando iniciou La Critica Sociologica. Em 1960, ele foi premiado com a primeira cadeira de sociologia em tempo integral estabelecida no sistema acadêmico italiano.
Escritor prolífico e viajante mundial, lecionou em muitas universidades em todo o mundo, desde a Columbia University, The New School e o Graduate Center of the City University of New York até a Hebrew University of Jerusalem, Universidade de Tokio, Université Laval in Québec, Universidade Autônoma de Barcelona e Université la Sorbonne em Paris. Entre 1945 e 1963 atuou em quatro áreas: a) como consultor editorial e tradutor para Giulio Einaudi em Turim; b) como colaborador de Adriano Olivetti, principalmente nas relações laborais; c) como diretor dos “Fatores Sociais”, da OECE em Paris; d) como membro independente do Parlamento (1959-1963). Em 1963 não se candidatou à reeleição porque a lei eleitoral impossibilitou a candidatura independente e, mais importante, porque decidiu dedicar-se integralmente ao ensino e à pesquisa. Nesta perspectiva, ele é amplamente considerado como o fundador da sociologia italiana do pós-guerra.
Um artigo de jornal de 2012 se referiu a Ferrarotti como "o pai da sociologia italiana".
Ferrarotti morreu no dia 13 de novembro de 2024 aos 98 anos.

## Trabalhos
- Premesse al sindacalismo autonomo, Turim, Movimento Comunità, 1951.
- Il dilemma dei sindacati americani,  Milão, Edizioni di Comunità, 1954; 1961.
- La protesta operaia,  Milão, Edizioni di Comunità, 1955.
- Sociologia. Saggi e ricerche, Asti, Arethusa, 1955.
- Sociologia e realtà sociale, Roma, Opere nuove, 1958.
- Sindacalismo autonomo,  Milão, Edizioni di Comunità, 1958
- La piccola città. Dati per l'analisi sociologica di una comunità meridionale (com Elio Uccelli e Gianfranco Giorgi Rossi), Milão, Edizioni di Comunità, 1959.
- La sociologia industriale in America e in Europa, Turim, Taylor, 1959; 1960.
- La sociologia come partecipazione e altri saggi, Turim, Taylor, 1961.
- Il rapporto sociale nell'impresa moderna, Roma, Armando, 1961.
- La sociologia. Storia, concetti, metodi, Turim, ERI, 1961; 1965; 1967.
- Storia delle scienze, Vol. III, Parte 2, curato assieme a Angiola Massucco Costa, Turim, UTET, 1962.
- Macchina e uomo nella società industriale, Turim, ERI, 1963.
- Servizio sociale e enti pubblici nella società italiana in trasformazione, Roma, Armando, 1965.
- Max Weber e il destino della ragione, Bari, Laterza, 1965; 1968.
- Idee per la nuova società, Firenze, Vallecchi, 1966.
- La sociologia,  Milão, Garzanti, 1967.
- Trattato di Sociologia, Turim, UTET, 1968.
- Roma da capitale a periferia, Bari, Laterza, 1970.
- Fascismo di ritorno, Roma, Edizioni della Lega per le autonomie e i poteri locali, 1973.
- Dal documento alla testimonianza. La fotografia nelle scienze sociali, Napoli, Liguori, 1974.
- Vite di baraccati. Contributo alla sociologia della marginalità, Napoli, Liguori, 1974.
- Alle radici della violenza,  Milão, Rizzoli, 1977.
- Weber. La vita il pensiero le opere,  Milão, Edizioni Accademia, 1978.
- La società come problema e come progetto,  Milão, A. Mondadori, 1979.
- L'ipnosi della violenza,  Milão, Rizzoli, 1980.
- Storia e storie di vita, Roma-Bari, Laterza, 1981.
- Il paradosso del sacro, Roma-Bari, Laterza, 1983.
- Una teologia per atei. La religione perenne, Roma-Bari, Laterza, 1984.
- La storia e il quotidiano, Roma-Bari, Laterza, 1986.
- Il ricordo e la temporalità, Roma-Bari, Laterza, 1987.
- Oltre il razzismo, verso la società multirazziale e multiculturale, Roma, Armando, 1988.
- La sociologia alla riscoperta della qualità, Roma-Bari, Laterza, 1989.
- L'Italia in bilico. Elettronica e borbonica, Roma-Bari, Laterza, 1990.
- Roma madre matrigna, Roma-Bari, Laterza, Roma-Bari, Laterza, 1991.
- I grattacieli non hanno foglie. Flash americani, Roma-Bari, Laterza, 1991.
- Homo sentiens. Giovani e musica. La rinascita della comunità dallo spirito della nuova musica, Napoli, Liguori, 1995.
- Rock, rap e l'immortalità dell'anima, Napoli, Liguori, 1996.
- Sacro e religioso. Dalla religione dissacrante al sacro fatto in casa, Roma, Di Renzo, 1997.
- La perfezione del nulla. Promesse e problemi della rivoluzione digitale, Roma-Bari, Laterza, 1997.
- L'Italia tra storia e memoria. Appartenenza e identità, Roma, Donzelli, 1997.
- Leggere, leggersi, Roma, Donzelli, 1998.
- L'ultima lezione. Critica della sociologia contemporanea, Roma-Bari, Laterza, 1999.
- Partire, tornare. Viaggiatori e pellegrini alla fine del millennio, Roma, Donzelli, 1999.
- La verità? È altrove. All'insegna del New Age, Roma, Donzelli, 1999.
- L'enigma di Alessandro. Incontro fra culture e progresso civile, Roma, Donzelli, 2000.
- Un imprenditore di idee. Una testimonianza su Adriano Olivetti, Turim, Edizioni di Comunità, 2001.
- La società e l'utopia. Torino, Ivrea, Roma e altrove, Roma, Donzelli, 2001.
- La convivenza delle culture. Un'alternativa alla logica degli opposti fondamentalismi, Bari, Dedalo, 2003.
- Tornando a casa. Conversazioni con Franco Ferrarotti, 1990-2002 (con Claudio Tognonato), Roma, Edizioni associate, 2003.
- L'arte nella società, Chieti, Solfanelli, 2005.
- Nelle fumose stanze. La stagione politica di un "cane sciolto",  Milão, Guerini Studio, 2006.
- L'Arte nella società, Chieti, Solfanelli, 2007.
- L'identità dialogica, Pisa, ETS, 2007.
- Senso della sociologia e altri saggi Chieti, Solfanelli, 2008
- Il senso del luogo, Roma, Armando, 2009.
- Spazio e convivenza. Come nasce l'emarginazione urbana, Roma, Armando, 2009.
- Arte, Scienza, Società. Verso una teoria dell'atto artistico, Roma, Verso l'arte, 2009.
- L'immaginario collettivo americano, Chieti, Solfanelli, 2010.
- Corpo, Dio. Il piacere della carne e la duplicità del femminile, Roma, Verso l'arte, 2010.
- La funzione della musica nella società tecnicamente progredita, Roma, Verso l'arte, 2010.
- La musica post-moderna ha un cuore antico (con CD musicale "Antologia 3, 1996-2010" di Federico Gozzelino), Roma, Verso l'arte, 2010. ISBN 978-88-95894-59-1
- La strage degli innocenti. Note sul genocidio di una generazione, Roma, Armando, 2011.
- L'empatia creatrice. Potere, autorità e formazione umana, Roma, Armando, 2011.
- Il paradosso italiano. La povertà di un paese ricco, Chieti, Solfanelli, 2012.
- Atman. Il respiro del bosco, Roma, Empirìa, 2012.
- L'anno della Quota Novanta, Roma, Empirìa, 2012.
- Un popolo di frenetici informatissimi idioti, Chieti, Solfanelli, 2012.
- La religione dissacrante. Coscienza e utopia nell'epoca della crisi, Chieti, Solfanelli, 2013.
- Essays on Culture, Politics and Power, Valona (ALB), Academicus, 2014. ISBN 978-9928-4221-1-8.
- Scienza e coscienza. Verità personali e pratiche pubbliche, Roma, EDB, 2014.
- Roma Caput Mundi, Roma, Gangemi, 2015.
- I miei anni con Adriano Olivetti a Ivrea e dintorni, da New York a Matsuyama, Chieti, Solfanelli, 2016.
- Social Theory for Old and New Modernities. Essays on Society and Culture, 1976-2005, Lanham (MD)-Nova York-Londres, Lexington Books, 2012.
- Dialogare o perire,  Milão, Edizioni di Comunità, 2017.
- Dalla società irretita al nuovo umanesimo, Roma, Armando, 2020.

### Ensaios e artigos
- "Lusso, moda, consumo onorifico", in Agalma No. 2, gennaio 2002: 15-20.